# Parafia św. Antoniego Padewskiego w Osiekach
Parafia pw. św. Antoniego Padewskiego w Osiekach – parafia należąca do dekanatu Mielno, diecezji koszalińsko-kołobrzeskiej, metropolii szczecińsko-kamieńskiej. Została utworzona w 1982 roku. Siedziba parafii mieści się na ulicy Bałtyckiej 15.

## Kościół parafialny
Kościół pw. św. Antoniego Padewskiego w Osiekach
Kościół parafialny został zbudowany na przełomie XIV wieku i XV wieku. Poświęcony w 1945 r. 

## Kościoły filialne i kaplice
- Kościół pw. Podwyższenia Krzyża Świętego w Suchej Koszalińskiej
- Kaplica pw. św. Joachima i Anny w Łazach